# Kay Stammers
Katherine Esther (Kay) Stammers (St Albans, 3 april 1914 – 23 december 2005, Louisville, Kentucky) was een tennisspeelster uit het Verenigd Koninkrijk.

## Loopbaan
Stammers speelde tussen 1931 en 1949 in totaal 122 partijen op Wimbledon. In 1935 en 1936 won zij met Freda James het toernooi in het damesdubbelspel, en in 1935 stond zij in de finale van het enkelspel.
In 1935 won zij ook de finale van het damesdubbelspeltoernooi van Roland Garros, met Margaret Scriven aan haar zijde.
Tussen 1935 en 1948 speelde Stammers op de Wightman Cup.

## Privé
In 1939 huwde Stammers met Michael Menzies, samen kregen ze een zoon en een dochter. In 1974 scheidde ze van Menzies, en trouwde het jaar daarop met de Amerikaanse advocaat Thomas Walker Bullit. Met hem leefde ze in Kentucky (VS) tot zijn dood in 1991.

## Resultaten grandslamtoernooien
| Legenda | Legenda                          |
| ------- | -------------------------------- |
| g.t.    | geen toernooi gehouden           |
| l.c.    | lagere categorie                 |
| –       | niet deelgenomen                 |
| G       | uitgeschakeld in de groepsfase   |
| 1R      | uitgeschakeld in de eerste ronde |
| 2R      | uitgeschakeld in de tweede ronde |
| 3R      | uitgeschakeld in de derde ronde  |
| 4R      | uitgeschakeld in de vierde ronde |
| KF      | uitgeschakeld in de kwartfinale  |
| HF      | uitgeschakeld in de halve finale |
| F       | de finale verloren               |
| W       | het toernooi gewonnen            |
| w-v     | winst/verlies-balans             |

### Enkelspel
| toernooi        | 1931 | 1932 | 1933 | 1934 | 1935 | 1936 | 1937 | 1938 | 1939 |    | 1946† | 1947† |
| --------------- | ---- | ---- | ---- | ---- | ---- | ---- | ---- | ---- | ---- | -- | ----- | ----- |
| Australian Open | –    | –    | –    | –    | –    | –    | –    | –    | –    | –  | –     |       |
| Roland Garros   | –    | –    | 3R   | KF   | 1R   | –    | –    | –    | –    | –  | –     |       |
| Wimbledon       | 2R   | 4R   | 4R   | 3R   | KF   | KF   | 4R   | KF   | F    | KF | KF    |       |
| US Open         | –    | –    | –    | –    | –    | –    | –    | –    | –    | –  | –     |       |

† in 1946 en 1947 werd Roland Garros na Wimbledon gehouden

### Vrouwendubbelspel
| toernooi        | 1932 | 1933 | 1934 | 1935 | 1936 | 1937 | 1938 | 1939 |    | 1946† | 1947† | 1948 | 1949 |
| --------------- | ---- | ---- | ---- | ---- | ---- | ---- | ---- | ---- | -- | ----- | ----- | ---- | ---- |
| Australian Open | –    | –    | –    | –    | –    | –    | –    | –    | –  | –     | –     | –    |      |
| Roland Garros   | –    | 2R   | 2R   | W    | KF   | –    | –    | –    | –  | –     | –     | –    |      |
| Wimbledon       | 2R   | KF   | 3R   | W    | W    | KF   | KF   | HF   | HF | HF    | 3R    | 2R   |      |
| US Open         | –    | –    | –    | –    | –    | –    | –    | F    | –  | –     | –     | –    |      |

† in 1946 en 1947 werd Roland Garros na Wimbledon gehouden

### Gemengd dubbelspel
| toernooi        | 1935 |
| --------------- | ---- |
| Australian Open | –    |
| Roland Garros   | –    |
| Wimbledon       | –    |
| US Open         | F    |